# Leonel Gómez Vides
Leonel Eugenio Gómez Vides (31 de diciembre de 1940 – 25 de noviembre de 2009) fue un granjero de café y activista político salvadoreño. Perteneciente de una familia adinerada, Gómez trabajó en los problemas relacionados con la reforma agraria en nombre de los pobres hasta que se exilió en los Estados Unidos tras un intento de asesinato en 1981. Formando buenas relaciones con figuras políticas estadounidenses, Gómez regreso a El Salvador en 1989 y contribuyó en las negociaciones de los Acuerdos de Paz de Chapultepec de 1992 que acabaron con la guerra civil del país. Murió en 2009 de un ataque de corazón.  

## Primeros años
Gómez creció en la región cafetalera alrededor de la ciudad de Santa Ana, en una familia adinerada que él mismo describió como descendiente de "conquistadores, sacerdotes y piratas". Durante su adolescencia, Gómez asistió a varias escuelas secundarias así como a una universidad de pregrado en los Estados Unidos. Ya que era un buen tirador, Gómez en un punto sirvió como entrenador del Equipo de rifle olímpico del ejército salvadoreño. Fue aficionado de los deportes de motor.

## Activismo y exilio
Descrito por una fuente como "miembro disidente de la clase alta", pasó su adultez desempeñando distintas funciones como activista político. Gómez finalmente asumió el cargo de director adjunto del ISTA (Instituto Salvadoreño de Transformación Agraria), la agencia salvadoreña de reforma agraria. Abogando por la redistribución de las tierras de las grandes plantaciones a las cooperativas campesinas, Gómez enajenó a algunos miembros de su familia, quienes lo consideraban un traidor de clase. A través de un primo de la poeta Claribel Alegría, Gómez conoció a la poeta norteamericana Carolyn Forché, introduciéndola a El Salvador y actuando como su mentor durante el tiempo que pasó en el país. En 1981 durante la guerra civil de El Salvador, Rodolfo Viera, superior suyo en el ISTA, fue asesinado junto con dos asesores norteamericanos en el hotel Sheraton de El Salvador. Gómez evadió por poco el ser asesinado, ya que estaba previsto que también concurriera a la cena en la que Viera fue asesinado, sin embargo no confirmó su invitación a tiempo. Fue arrestado por un corto periodo de tiempo y luego liberado, solo para al día siguiente escapar de los escuadrones de la muerte enviados en su búsqueda.
 

Consecuentemente Gómez pasó un tiempo exiliado en los Estados Unidos. Durante ese tiempo Gómez se relacionó con políticos como el senador Pat Leahy, el congresista Joe Moakley y el futuro representante Jim McGovern, trabajando entonces como ayudante de Moakley. Sin embargo, fue incapaz de persuadir al gobierno norteamericano para que dejara de apoyar al régimen autoritario de El Salvador.
En conclusión, les pregunto: ¿Es este el tipo de gobierno que quieren apoyar? Les pido que piensen sobre la corrupción, las matanzas, los asesinatos que han sido perpetuados por el ejército salvadoreño una y otra vez. Este es el mismo ejército que una vez intento vender 10 000 ametralladoras a la mafia Americana. Este es el mismo ejército que violó y mató a cuatro misioneras Americanas. ¿Qué más necesitan saber? ¿Cuánto tiempo tendrán que esperar hasta que el pueblo Americano se alce y les diga lo que ya todos saben?— Testimonio antes de la subcomisión de Senado de los EE.UU. en asuntos Interamericanos encima Marcha 11, 1981.
Gómez pasó a ser conocido como experto en la naturaleza del ejército salvadoreño y ayudó a organizar la atención pública y la presión sobre el gobierno salvadoreño, formando una extensa red de contactos en Washington, D.C. En 2019, Gómez fue recordado por su cuñado como alguien "acusado de ser comunista por la derecha y como agente de la CIA por los comunistas." El ex embajador de los Estados Unidos en El Salvador, Bill Walker, recordó que "nadie jamás pudo descifrar donde se encontraba en el espectro político. Algunos pensaban que era de la CIA, otros que era del FMLN. El que conociera gente en cada rincón era impresionante. Si quería acercarme lo más posible a la verdad en cualquier situación, Gómez siempre se acercaba más que nadie pues podía acceder a recursos en el ejército, la iglesia y entre la gente pobre."

## Regreso a El Salvador
Tras su regreso a El Salvador en 1989, Gómez jugó un papel importante organizando los Acuerdos de Paz de Chapultepec de 1992 que acabaron con la guerra civil de El Salvador, en ocasiones trabajando como investigador para la Comisión Moakley del Congreso de los Estados Unidos. Entre otras acciones, ideó una reunión entre Moakley, Walker y el FMLN en junio de 1991 que se consideraría un "punto de inflexión" en el proceso de paz.
Años más tarde, Gómez se volvió un analista y comentarista sobre el crimen organizado en El Salvador. También continuó su activismo en la organización laboral y recaudó fondos de caridad para librerías, orfanatos y campesinos en El Salvador. Estuvo casado en dos ocasiones, una con Eugenia B. Gómez y otra con Teresa Arene, ambos matrimonios terminaron en divorcio. Gómez murió por insuficiencia cardiaca en un hospital de El Salvador en 2009. Tuvo dos hijas de su primer matrimonio, Margarita Gómez Zimmerman y Teresa Gómez Koudjeti, así como cuatro nietos. Tras morir, McGovern comentó: "Es increíble que muriera por causas naturales en vez de ser asesinado, dada la controversia que generó una y otra vez." Forché expresó un sentimiento similar en su memoria de 2019 What You Have Heard Is True, la cual se centró en su amistad con Gómez.